# Nasser Al-Attiyah
Nasser Salih Nasser Abdullah Al-Attiya (Doha, 21 de dezembro de 1970) é um príncipe catari e desportista praticante de várias modalidades. É desportista olímpico de tiro e piloto de rali. Membro de uma das principais famílias do  Catar, Al-Attiyah é parente da mulher que amamentou o actual Emir do pequeno estado do Golfo Pérsico, uma relação que lhe vale o tratamento de príncipe .É medalhista olímpico de bronze no tiro esportivo.
Al-Attiyah é atualmente um bem-sucedido piloto de carros de rally, sendo um múltiplo campeão do Rali Dakar (o mais importante evento de rally off-road do planeta), tendo ganhado cinco vezes (2011, 2015, 2019, 2022 e 2023) na categoria de carros T1 .

## Carreira esportiva
Começou em 1989 no automobilismo mas durante sete anos não pôde competir em rali porque o presidente da Federação do seu país pertencia a uma família rival dos Al-Attiyah e promoveu outros pilotos. Esta situação fê-lo optar pelo tiro olímpico, que o levou aos Jogos Olímpicos de Atlanta 1996, Sydney 2000 (onde ficou em sexto lugar) e Atenas 2004, onde ficou em quarto lugar, pois perdeu um desempate contra um atleta cubano. Quando um primo seu subiu à presidência do automobilismo do seu país voltou às corridas.
No seu primeiro Dakar, em 2004, conseguiu o décimo lugar com a Mitsubishi, o que fez com que a BMW lhe confiasse um carro nos três anos seguintes. No Rali Dakar de 2009 ganhou um total de 2 etapas mas foi desqualificado por saltar 9 pontos de controle.

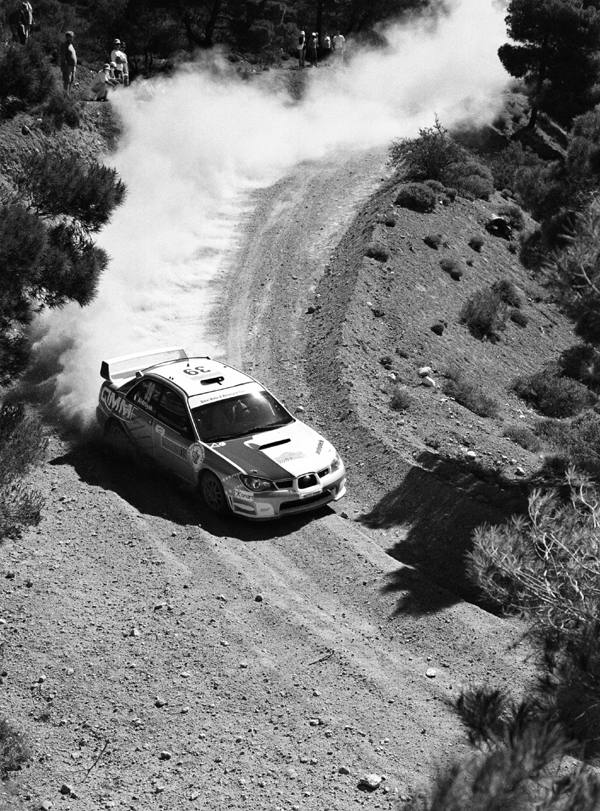
Al Attiyah conduzindo um Subaru Impreza no Rali da Acrópole de 2006.

O Rali Dakar de 2011, em seus 9.500 km de extensão (sendo 5.000 km cronometrados) por lugares como o Deserto do Atacama e a Cordilheira dos Andes, teve a participação de 407 veículos (170 motos, 30 quadriciclos, 140 carros e 67 caminhões). Na categoria carros, o vencedor foi Nasser Al-Attiyah. “Conseguimos. Estou muito feliz! Nós conduzimos bem e fizemos a última etapa sem erros. Eu só ficava pensando na linha de chegada. Vencer o Dakar significa muito, pra mim, para o meu povo, para o meu país e para a minha equipe. Foi uma grande conquista. É difícil explicar agora o que se passa na minha cabeça. Mas é um sentimento bom. Nós demonstramos que temos a mais forte equipe do mundo”, comentou o campeão.
Esta foi a sétima participação do "Príncipe do Catar" no Rali Dakar. Ele que é bastante famoso no Brasil, graças a um gesto de muita humanidade. No Rali dos Sertões de 2009, a piloto brasileira Helena Deyama perdeu seu carro de rali em um incêndio e Al-Attiyah, espontaneamente, doou US$ 20 mil a ela, para ajudá-la a voltar às competições.
Esta foi também a segunda vez consecutiva que a Volkswagen Motorsport dominou completamente o pódio do Rali Dakar. A vitória de Nasser Al-Attiyah/Timo Gottschalk (CAT/ALE) ocorreu após a dupla cumprir as 13 etapas em 45h16min16. As duplas vice-campeã e 3ª colocada foram, respectivamente, Giniel De Villiers/Dirk Von Zitzewit (AFS/ALE), com 46h05min57, e Carlos Sainz/Lucas Cruz (ESP/ESP), com 46h36min54. O time alemão ainda tem outras duplas correndo com o Race Touareg: Mark Miller/Ralph Pitchford (EUA/AFS), Edgardo Omar Dris/Bernardo Rolando Graue (ARG/ARG), Walter Augusto Dagostini/Juan Bautista Turra (ARG/ARG) e Gabriel Piñon/Javier Dobalo (ARG/ARG).
Em 2014 Nasser Al-Attiyah participou competindo com um Mini ALL4Racing no Rali Dakar inscrito através da equipa BMW X-Raid e contando com o forte apoio da marca de bebidas energéticas Red Bull e do turismo do Catar. Nasser esteve já ligado a esta equipa entre 2005 e 2009, tendo sido com ela que venceu a Taça do Mundo de Todo o Terreno atribuída pela FIA em 2008. 
Em 2023 foi confirmado para participar da terceira temporada da Extreme E, campeonato de rally de protótipos elétricos pela equipe ABT CUPRA XE. Aonde vai dividir acento com a Klara Andersson

### Medalha olímpica
Al-Attiya participou da competição do tiro esportivo, ininterruptamente, dos Jogos Olímpicos de Atlanta 1996, até Londres 2012. Nesta última, obteve a medalha de bronze no Skeet.